# 서울송례초등학교
서울송례초등학교는 대한민국 서울특별시 송파구 위례동에 있는 초등학교이다. 2014년 3월 2일 개교하였으며, 같은 해 5월 1일에 개교식을 열었다.

## 학교 연혁
- 2014년 5월 1일 : 개교식
- 2015년 2월 13일 : 제 1회 졸업식
- 2015년 3월 2일 : 제 2회 입학식
- 2016년 2월 12일 : 제 2회 졸업식
- 2017년 2월 17일 : 제3회 졸업식(132명)
- 2018년 2월 12일 : 제4회 졸업식(123명)
- 2021년 1월 12일: 제7회 졸업식

## 참고 자료
- 서울송례초등학교 - 한국교육학술정보원 학교알리미